# CiNii
CiNii est une base de données bibliographiques d'ouvrages se trouvant dans les bibliothèques académiques japonaises. Accessible en ligne, elle comprend plus particulièrement des ouvrages rédigés en japonais ou en anglais publiés au Japon. Il s'agit de la plus grande base de données de son genre au Japon. Elle existe depuis avril 2005 et est maintenue par le National Institute of Informatics (en) (NII). Le service peut chercher dans les bases de données du NII (NII Electronic Library Service — NII-ELS — et Citation Database for Japanese Publications — CJP) ainsi que dans les bases de données de la Bibliothèque nationale de la Diète et les entrepôts de données institutionnels.
Cette base de données comprend plus de 15 millions d'entrées d'articles publiés dans plus de 3 600 publications. Lors d'un mois habituel de 2012, elle a été consultée plus de 30 millions de fois par 2,2 millions de visiteurs uniques. Même si elle est multidisciplinaire, la majorité des requêtes visent les humanités et les sciences humaines et sociales, probablement parce qu'elle est la seule qui couvre les ouvrages universitaires japonais dans ces disciplines (les sciences de la Nature et médicales sont couvertes par des bases spécialisées).
CiNii assigne un identifiant unique à chaque article (NII Article ID : NAID). Un autre (NCID) sert pour les livres.